# Riksrådet
Il Riksrådet, o Riksråd, era il Consiglio del Regno norvegese costituitosi attorno al 1300; emerge attorno al 1320, durante il regno di Magnus VII Eriksson, minore d'età.

## Composizione
Non sembra ci siano state eventuali regole chiare sul numero di membri che il Consiglio dovesse avere, o chi potesse essere consigliere. Durante il XV secolo il numero poteva essere da 30 a 40, mentre dopo il 1500 era appena superiore a 10. I vescovi norvegesi erano automaticamente membri. C'erano a quel tempo cinque vescovi nel territorio della Norvegia (l'Arcivescovo di Trondheim, i vescovi di Oslo, Hamar, Stavanger, Bergen), più uno nelle Isole Fær Øer, due in Islanda (vescovi di Skálholt e di Hólar), uno in Groenlandia, e uno alle Isole Orcadi (andate alla Scozia nel 1468). I vescovi dalle isole raramente hanno partecipato al riksråd norvegese. Inoltre, i cappellani delle cappelle reali di Oslo e Bergen erano membri permanenti. Così lo erano anche i comandanti dei cinque castelli più forti della Norvegia: Bohus e Akershus a Oslo, i castelli di Bergen, Tønsberg e Trondheim. Il resto del Consiglio è stato reclutato tra la nobiltà norvegese. Da questi luoghi solo i norvegesi erano eleggibili nel Riksråd norvegese - tuttavia, questo requisito è stato fatto valere anche per includere gli stranieri che avevano sposato un norvegese. Molti dei vescovi e dei comandanti dei castelli erano stranieri – soprattutto danesi, ma anche alcuni svedesi e tedeschi – così il numero dei norvegesi nel Riksråd norvegese è gradualmente diminuito. L'arcivescovo di Trondheim ha agito principalmente come capo del Consiglio del Regno.

## Funzioni
Siccome la Norvegia era stata un Regno ereditario, le funzioni del Riksråd norvegese non hanno originariamente inclusa l'elezione del re, come in Svezia e Danimarca. I successivi re morirono senza lasciare vertenze di successione, tuttavia a partire da Olav IV nel 1387, toccò al Riksråd interpretare le leggi di successione. Questo lo ha fatto così liberamente che la Norvegia man mano divenne, in realtà, una monarchia elettiva, come i suoi vicini nordici. Questo è stato affermato formalmente nel 1450, quando Cristiano I di Danimarca salì al trono norvegese come un monarca eletto. Alla sua morte, nel 1481, il Riksråd ha governato il paese per due anni, in un interregnum, prima di eleggere il figlio di Cristiano come il nuovo re – un periodo che potrebbe essere visto come il culmine del potere del Consiglio della Corona.
Nei primi anni del XVI secolo è diminuito il potere del Consiglio norvegese. I re danesi dell'Unione condussero una politica di rafforzamento del proprio potere a scapito della nobiltà, e la nobiltà norvegese era troppo debole per mettere in atto una forte opposizione. Inoltre, le poche famiglie nobili norvegesi contrassero un sempre maggior numero di matrimoni misti con la nobiltà danese, diminuendo così il loro interesse a mantenere istituzioni separate norvegesi. Durante la travagliata transizione verso il Regno del Re Cristiano III, l'arcivescovo norvegese guidò una ribellione a sostegno del rivale di Cristiano al trono. Dopo la vittoria di Cristiano, lo stesso ha disposto l'abolizione del Riksråd norvegese, nel 1536. L'arcivescovo andò in esilio, la riforma protestante fu portata in Danimarca e Norvegia, e il Riksråd norvegese non si è mai più riunito.